# Confrérie des gardians
Ne doit pas être confondu avec Nacioun gardiano.

Drapeau de la Confrérie des Gardians

La Confrérie des gardians est une confrérie camarguaise, créée en 1512 sous le règne de Louis XII et ayant saint Georges comme saint patron. 

## Histoire
La confrérie est mise en place peu de temps après le rattachement de la Provence au royaume de France. Alors qu'une guerre entre la France et l'Italie se prépare, les gardians étaient très appréciés pour leurs qualités de cavaliers. Ils s'organisèrent alors en confrérie afin d'éviter l'enrôlement dans les armées royales. Avec le temps, la confrérie assure la protection des gardians, sur le plan social et mutualiste. 
Une chapelle de l'église Notre-Dame-de-la-Major d'Arles abrite en particulier, protégé par une grille en fer-forgé, une statue polychrome de saint Georges terrassant le Dragon.

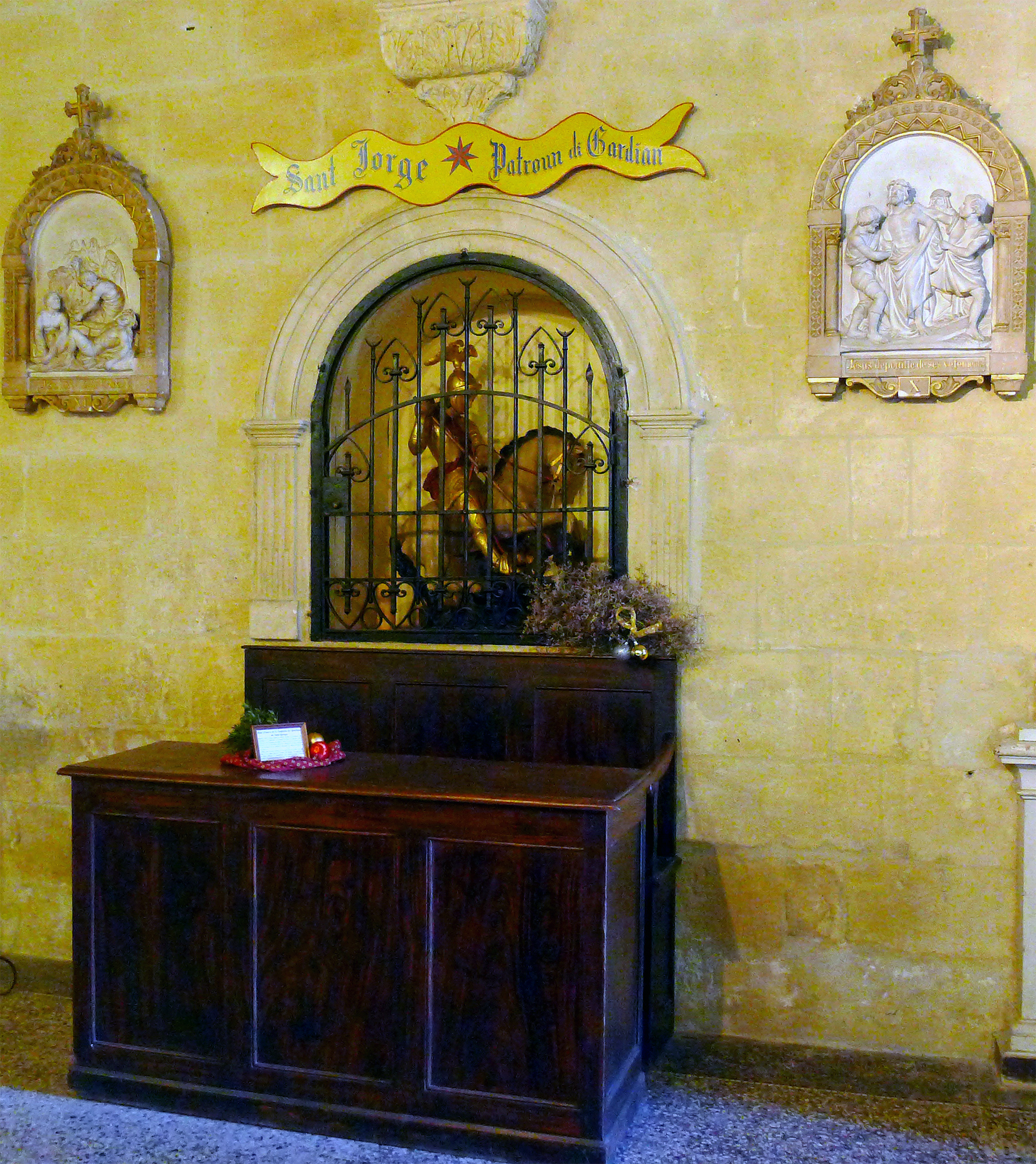
Espace de la Confrérie.
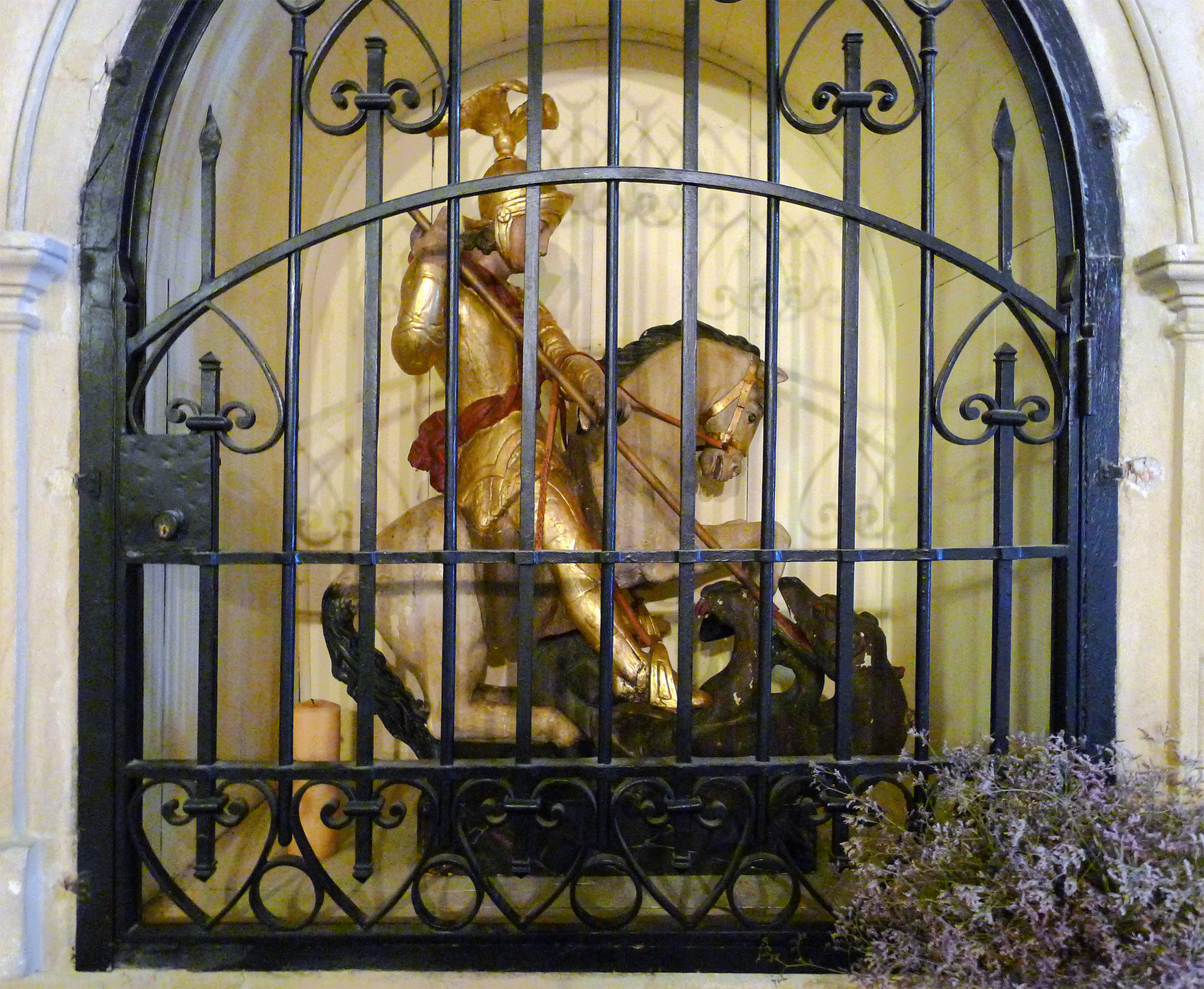
Statue de saint Georges.
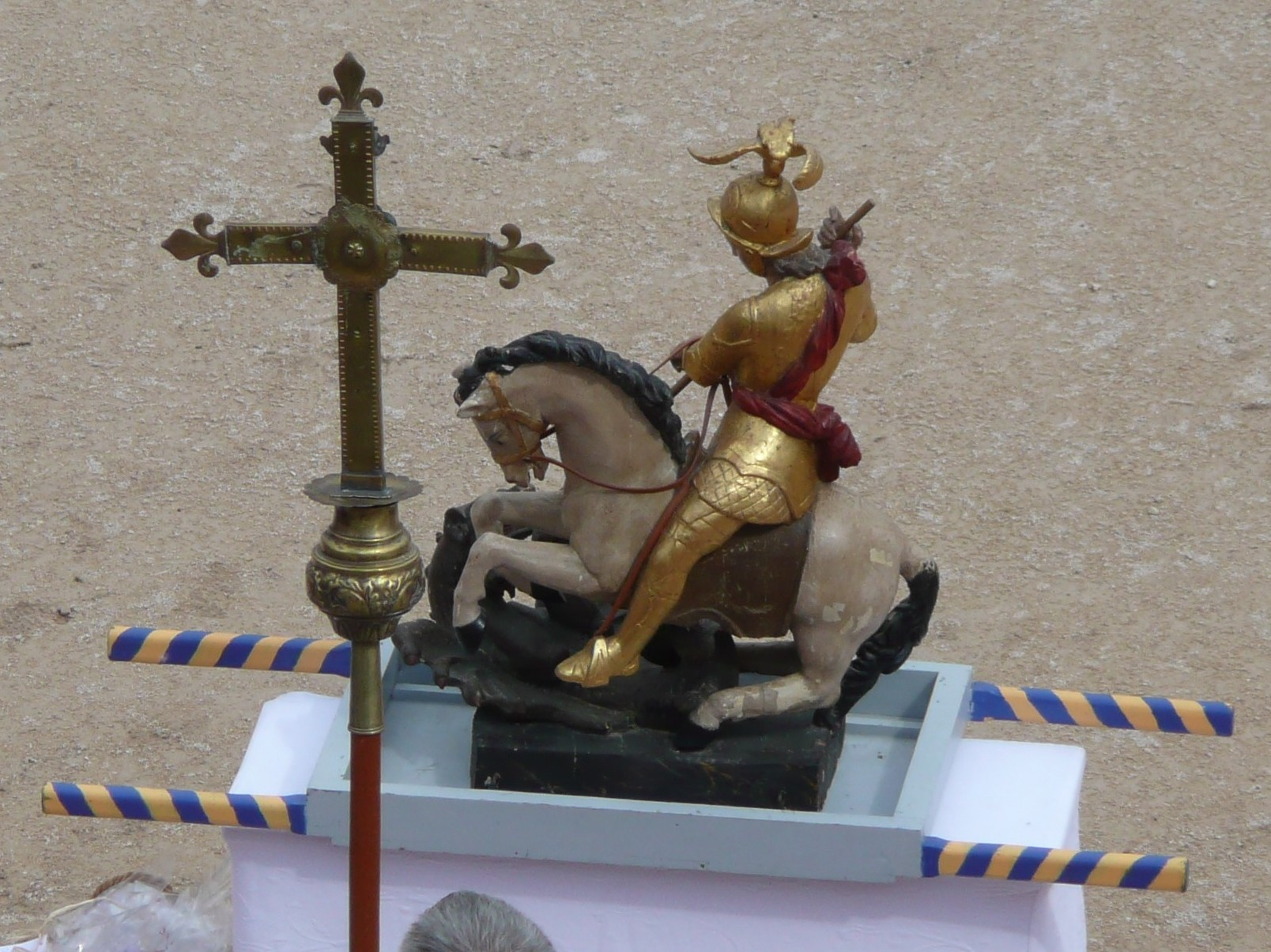
St Georges terrassant le dragon.

## Organisation

### Présidents
La fonction apparaît lors de la réorganisation de 1923.
- 1923-1930 : ?
- 1930-1933 : Féraud[Qui ?]
- 1933-1935 : Maurice Nou
- 1935-1937 : Fernand Conte
- 1937-1958 : Bernard de Montaut-Manse
- 1958-1972 : Pierre Saurel[3]
- 1972-2014 : Hubert Yonnet[4]
- depuis 2015 : Frédéric Lescot

### Capitaines
[...]
- 1950-1951 : Édouard Comte
- 1951-1952 : Jean Lafont
- 1952-1953 : Marcel Mailhan

[...]
- 1963-1964 : Henri Laurent

[...]
- 2011-2012 : Jean-Pierre Durrieu
- 2012-2013 : Sébastien Lescot
- 2013-2014 : Marcel Raynaud
- 2014-2015 : Thierry Boudoux
- 2015-2016 : Louis Galeron
- 2016-2017 : Victor Mailhan
- 2017-2018 : Julien Malige
- 2018-2019 : Aurélien Peytavin[5]

[...]
- depuis 2022 : Raoul Mailhan[6]

## Fête des gardians
La fête des Gardians est une fête qui rassemble les Camarguais. Elle est organisée par la Confrérie des Gardians, et autant les Arlésiens  que les visiteurs peuvent la suivre.
La fête est organisée tous les premiers mai de chaque année depuis 1984. Elle était organisée auparavant le 23 avril pour la Saint Georges, depuis la création de la Confrérie en 1512.
En 2021 à cause de la situation sanitaire du Covid la fête des gardians a été reportée au 12 juin 2021... et l'année précédente durant le confinement la fête des gardians a été annulée. 

### Programme
Le programme de la journée est constitué de plusieurs animations. Le matin, se déroule un défilé en ville en hommage à Frédéric Mistral et la bénédiction des cavaliers et de leurs montures. En fin de matinée, il y a la remise des pains bénits aux autorités.
En fin d'après-midi, le spectacle commence aux Arènes d'Arles. Le spectacle est constitué de plusieurs jeux, dont une course camarguaise, des jeux de gardians, une abrivado en piste (les gardians entourent le taureau ou les taureaux dans l'arène) et d'un défilé des amazones de la Confrérie.